# Acolastus khnzoriani
Acolastus khnzoriani là một loài bọ cánh cứng trong họ Chrysomelidae. Loài này được Lopatin miêu tả khoa học năm 1976.